# Аристотель из Митилены
Аристо́тель из Митилены или Аристокл (др.-греч. Ἀριστοτέλης; II в.) — философ-перипатетик, современник Галена и, возможно, учитель Александра Афродисийского.
Гален называет его «лидером перипатетической школы». По свидетельству Галена, Аристотель из Митилены никогда не пил холодную воду из-за возникающих спазмов, но для излечения от заболевания ему нужно было её выпить. Он выпил немного холодной воды и умер.
Теорию ученичества Александра Афродисийского подтверждают античные источники, в которых говорится об его учителе Аристотеле, и неизвестны другие философы II века с именем «Аристотель». Если это так, и Аристотель из Митилены был учителем Александра Афродисийского, то его философские воззрения представляет отрывок из сочинения Александра Об уме, в котором излагается учение о «внешнем уме».
Однако также существует теория, что все свидетельства об учителе Александра Аристотеле просто указывают, что Александр учился по книгам знаменитого Аристотеля.